# 日本管楽合奏コンテスト
「日本管楽合奏コンテスト〈全国大会〉」（ The Japan Wind Orchestra And Ensemble Competition）は、関東で開催されている日本の吹奏楽の全国大会。

## 大会趣旨・開催経緯
管打楽器および吹奏楽に関する研究・調査・啓発を行うと共に音楽文化の向上を図り、学校教育、生涯教育における我が国の管打楽器および吹奏楽の充実・発展に寄与することを目的としている。その一環として、以下の目的に沿って「日本管楽合奏コンテスト」を開催している。
１）「独自のサウンド」の研究を行う。
２）管打楽器合奏を主体として、同属楽器アンサンブル・電子楽器・弦楽器との融合について研究を行う。
３）時代様式、演奏様式、個人様式などの追求・研究を行う。
４）全国大会においては、視覚的演出表現等の研究を行う。
当該全国大会には予選を通過した団体が出演し、演奏団体に対して、最優秀賞・優秀賞という形で表彰され、最優秀賞で最高得点の学校が最優秀グランプリ文部科学大臣賞を獲得する。ほかに審査員特別賞、ブレーン賞、バンドジャーナル賞、フォトライフ賞、ヤマハ賞、フィナーレ賞などが設けられている。

## 実施部門・概要
１）全国の小学校・中学校・高等学校を対象とし、木管楽器・金管楽器・打楽器を中心とした自由な編成で、下記のような部門に分けて審査を行っている。
Ａ．小学校部門／参加人数は自由とし、小学校の児童とする。演奏時間７分以内の任意の曲とする。
（構成メンバーは単独または複数の小学校によって構成された団体、小学校に在籍の児童によって構成された団体）
Ｂ．中学校Ｓ部門／参加人数は３名以上１５名以下とし、中学校以下の児童・生徒とする。演奏時間７分以内の任意の曲とする。
（構成メンバーは単独または複数の中学校によって構成された団体、小学校・中学校に在籍の児童・生徒によって構成された団体）
Ｃ．中学校Ａ部門／参加人数は１６名以上３５名以下とし、中学校以下の児童・生徒とする。演奏時間８分以内の任意の曲とする。
（構成メンバーは単独または複数の中学校によって構成された団体、小学校・中学校に在籍の児童・生徒によって構成された団体）
Ｄ．中学校Ｂ部門／参加人数は３６名以上とし、中学校以下の児童・生徒とする。演奏時間８分以内の任意の曲とする。
（構成メンバーは単独または複数の中学校によって構成された団体、小学校・中学校に在籍の児童・生徒によって構成された団体）
Ｅ．高等学校Ｓ部門／参加人数は３名以上１５名以下とし、高等学校以下の児童・生徒とする。演奏時間７分以内の任意の曲とする。
（構成メンバーは単独または複数の高等学校によって構成された団体、小学校・中学校・高等学校に在籍の児童・生徒によって構成された団体）
Ｆ．高等学校Ａ部門／参加人数は１６名以上３５名以下とし、高等学校以下の児童・生徒とする。演奏時間８分以内の任意の曲とする。
（構成メンバーは単独または複数の高等学校によって構成された団体、小学校・中学校・高等学校に在籍の児童・生徒によって構成された団体）
Ｇ．高等学校Ｂ部門／参加人数は３６名以上とし、高等学校以下の児童・生徒とする。演奏時間８分以内の任意の曲とする。
（構成メンバーは単独または複数の高等学校によって構成された団体、小学校・中学校・高等学校に在籍の児童・生徒によって構成された団体）

## 開催会場・期日一覧
| 回 年   | 日程 | 会場                                                                   |
| ------- | --- | ---------------------------------------------------------------------- |
| 1 1995  | 1995年07月23日(日) | 尚美バリオホール                                                       |
| 2 1996  | 1996年11月10日(日) | パルテノン多摩                                                         |
| 3 1997  | 1997年11月09日(日) | パルテノン多摩                                                         |
| 4 1998  | 1998年11月15日(日) | パルテノン多摩                                                         |
| 5 1999  | 1999年11月13日(土) 1999年11月14日(日) | パルテノン多摩                                                         |
| 6 2000  | 2000年10月28日(土)中学校部門 2000年10月29日(日)高等学校部門 | パルテノン多摩                                                         |
| 7 2001  | 2001年10月27日(土)中学校部門 2001年10月28日(日)高等学校部門 | パルテノン多摩                                                         |
| 8 2002  | 2002年11月03日(日)中学校部門 2002年11月04日(月)高等学校部門 | 文京シビックホール大ホール                                             |
| 9 2003  | 2003年11月02日(日)中学校部門 2003年11月03日(月)高等学校部門 | 文京シビックホール大ホール                                             |
| 10 2004 | 2004年11月06日(土)中学校部門 2004年11月07日(日)高等学校部門 | 文京シビックホール大ホール                                             |
| 11 2005 | 2005年11月05日(土)中学校部門 2005年11月06日(日)高等学校部門 | 文京シビックホール大ホール                                             |
| 12 2006 | 2006年11月04日(土)中学校部門 2006年11月05日(日)高等学校部門 | 文京シビックホール大ホール                                             |
| 13 2007 | 2007年11月03日(土)中学校部門 2007年11月04日(日)高等学校部門 | 文京シビックホール大ホール                                             |
| 14 2008 | 2008年11月01日(土)中学校部門 2008年11月02日(日)高等学校部門 2008年11月03日(月・祝)小学校部門 | 文京シビックホール大ホール                                             |
| 15 2009 | 2009年10月31日(土)中学校部門 2009年11月01日(日)小学校部門 2009年11月03日(火・祝)高等学校部門 | 文京シビックホール大ホール                                             |
| 16 2010 | 2010年10月30日(土)中学校・高等学校Ａ部門 2010年10月31日(日)中学校Ｂ部門 2010年11月06日(土)高等学校Ｂ部門 2010年11月07日(日)小学校部門                                                                       | 文京シビックホール大ホール                                             |
| 17 2011 | 2011年10月29日(土)高等学校Ｂ部門 2011年10月30日(日)中学校Ｂ部門 2011年11月05日(土)中学校・高等学校Ａ部門 2011年11月06日(日)小学校部門                                                                       | 文京シビックホール大ホール                                             |
| 18 2012 | 2012年11月03日(土)高等学校Ｂ部門 2012年11月04日(日)中学校Ｂ部門 2012年11月10日(土)中学校・高等学校Ａ部門 2012年11月11日(日)小学校部門                                                                       | 文京シビックホール大ホール                                             |
| 19 2013 | 2013年11月02日(土)高等学校Ａ部門 2013年11月03日(日)高等学校Ｂ部門 2013年11月04日(月・祝)小学校部門 2013年11月09日(土)中学校Ａ部門 2013年11月10日(日)中学校Ｂ部門                                            | 文京シビックホール大ホール                                             |
| 20 2014 | 2014年11月01日(土)中学校Ｂ部門 2014年11月02日(日)高等学校Ｂ部門 2014年11月03日(月・祝)小学校部門 2014年11月08日(土)中学校Ａ部門 2014年11月09日(日)高等学校Ａ部門                                            | すみだトリフォニーホールB部門,小学部門 かつしかシンフォニーヒルズA部門 |
| 21 2015 | 2015年10月31日(土)高等学校Ａ部門 2015年11月01日(日)中学校Ａ部門 2015年11月03日(火・祝)小学校部門 2015年11月07日(土)高等学校Ｂ部門 2015年11月08日(日)中学校Ｂ部門                                            | 文京シビックホール大ホール                                             |
| 22 2016 | 2016年10月29日(土)中学校Ａ部門 2016年10月30日(日)中学校Ｂ部門 2016年11月03日(木・祝)小学校部門 2016年11月05日(土)高等学校Ａ部門 2016年11月06日(日)高等学校Ｂ部門                                            | 文京シビックホール大ホール                                             |
| 23 2017 | 2017年10月28日(土)中学校Ｂ部門 2017年10月29日(日)高等学校Ｂ部門 2017年11月03日(金・祝)小学校部門 2017年11月04日(土)中学校Ａ部門 2017年11月05日(日)高等学校Ａ部門                                            | 文京シビックホール大ホール                                             |
| 24 2018 | 2018年10月27日(土)中学校Ｂ部門 2018年10月28日(日)高等学校Ｂ部門 2018年11月03日(土・祝)小学校部門 2018年11月04日(日)中学校Ａ部門 2018年11月10日(土)高等学校Ａ部門                                            | 文京シビックホール大ホール                                             |
| 25 2019 | 2019年10月26日(土)中学校Ｂ部門 2019年10月27日(日)高等学校Ｂ部門 2019年11月02日(土)中学校Ａ部門 2019年11月03日(日)小学校部門 2019年11月04日(月・祝)高等学校Ａ部門                                            | 文京シビックホール大ホール                                             |
| 26 2020 | 2020年11月07日(土)高等学校Ａ部門 2020年11月08日(日)高等学校Ｂ部門 2020年11月14日(土)中学校Ａ部門 2020年11月15日(日)中学校Ｂ部門 2020年11月21日(土)中学校Ｓ部門・高等学校Ｓ部門 2020年11月22日(日)小学校部門 | 尚美学園内教室 ＜動画審査＞                                            |
| 27 2021 | 2021年11月06日(土)高等学校Ａ部門 2021年11月07日(日)高等学校Ｂ部門 2021年11月13日(土)中学校Ａ部門 2021年11月14日(日)中学校Ｂ部門 2021年11月20日(土)中学校Ｓ部門・高等学校Ｓ部門 2021年11月21日(日)小学校部門 | 尚美学園内教室 ＜動画審査＞                                            |
| 28 2022 | 2022年10月29日(土)中学校Ｂ部門 2022年10月30日(日)高等学校Ｂ部門 2022年11月03日(木・祝)小学校部門 2022年11月05日(土)中学校Ａ部門 2022年11月06日(日)高等学校Ａ部門                                            | 森のホール21大ホール                                                   |
| 29 2023 | 2023年10月28日(土)中学生Ｂ部門 2023年10月29日(日)高校生Ｂ部門 2023年11月03日(祝金)小学生部門 2023年11月04日(土)中学生Ａ部門 2023年11月05日(日)高校生Ａ部門                                                  | 文京シビックホール大ホール                                             |
| 30 2024 | 2024年10月26日(土)中学生Ｂ部門 2024年10月27日(日)高校生Ｂ部門 2024年11月03日(日祝)小学生部門 2024年11月02日(土)中学生Ａ部門 2024年11月04日(月振)高校生Ａ部門                                                | 文京シビックホール大ホール                                             |

## 歴代優秀団体

### 第1回 - 第10回
| 回 年度 | 部門        | 最優秀グランプリ （文部科学大臣賞）             | 最優秀賞 | 備考 |
| ------- | ----------- | ----------------------------------------------- | --- | --- |
| 1 1995  | 中学B大編成 | 小平市立小平第六中学校                          | 理事長特別賞：野田市立東部中学校 審査員特別賞：ひたちなか市立大島中学校 最優秀音楽賞：船橋市立法田中学校・海神中学校合同 最優秀技術賞：京都市立勧修中学校 最優秀サウンド賞：海田町立海田中学校 | |
| 1 1995  | 高校B大編成 | 聖徳大学附属高等学校                            | 理事長特別賞：千葉県立銚子高等学校 審査員特別賞：広島女学院高等学校 最優秀音楽賞：拓殖大学紅陵高等学校 最優秀技術賞：前橋市立前橋高等学校 最優秀サウンド賞：千葉県立松戸矢切高等学校           | |
| 2 1996  | 中学B大編成 | 雨竜町立雨竜中学校                              | 海田町立海田中学校 遠軽町立南中学校 聖徳大学附属中学校 古河市立総和中学校 千葉市立土気中学校 原町市立原町第二中学校 銚子市立第一中学校                                                         | 審査員特別賞：柏市立柏中学校 ヤマハ賞：雨竜町立雨竜中学校 |
| 2 1996  | 高校B大編成 | 聖徳大学附属高等学校                            | 関東第一高等学校 銚子市立銚子高等学校 前橋市立前橋高等学校 東京都立片倉高等学校 広島女学院高等学校 愛媛県立今治北高等学校                                                                      | 審査員特別賞：千葉明徳高等学校 ヤマハ賞：聖徳大学附属高等学校 |
| 3 1997  | 中学B大編成 | 中之条町立中之条中学校                          | 京田辺市立大住中学校 取手市立藤代中学校 銚子市立第一中学校 柏市立柏中学校 明石市立大久保北中学校 聖徳大学附属中学校                                                                            | 審査員特別賞：八王子市立長房中学校 ヤマハ賞：中之条町立中之条中学校 |
| 3 1997  | 高校B大編成 | 藤村女子高等学校                                | 神奈川県立厚木西高等学校 聖徳大学附属高等学校 栃木県立宇都宮北高等学校 東京都立片倉高等学校 秋田県立小坂高等学校 島根県立川本高等学校                                                          | 審査員特別賞：静岡県立焼津水産高等学校 ヤマハ賞：藤村女子高等学校 |
| 4 1998  | 中学B大編成 | 七飯町立大中山中学校                            | 秋田市立秋田西中学校 板橋区立志村第一中学校 西宮市立今津中学校 八王子市立由井中学校 三浦市立南下浦中学校 菰野町立菰野中学校                                                                    | 審査員特別賞：西宮市立今津中学校 ヤマハ賞：七飯町立大中山中学校 |
| 4 1998  | 高校B大編成 | 神奈川県立厚木西高等学校                        | 神奈川県立厚木西高等学校 足利工業大学附属高等学校 京都文教女子高等学校 東京都立杉並高等学校 八王子高等学校 藤村女子高等学校 前橋市立前橋高等学校                                               | 理事長特別賞：神奈川県立厚木西高等学校 審査員特別賞：藤村女子高等学校 ヤマハ賞：神奈川県立厚木西高等学校                                                                                 |
| 5 1999  | 中学B大編成 | 菰野町立菰野中学校                              | 内子町立大瀬中学校 江戸川女子中学校 久喜市立久喜東中学校 下関市立名陵中学校 宝塚市立宝塚第一中学校 中之条町立中之条中学校                                                                      | 理事長特別賞：菰野町立菰野中学校 審査員特別賞：宝塚市立山手台中学校 ヤマハ賞：菰野町立菰野中学校                                                                                         |
| 5 1999  | 高校B大編成 | 藤村女子高等学校                                | 柏市立柏高等学校 神奈川県立厚木西高等学校 静岡県立小笠高等学校 静岡県立浜松江之島高等学校 新潟県立糸魚川高等学校 北海道斜里高等学校                                                            | 審査員特別賞：本庄第一高等学校 |
| 6 2000  | 中学A小編成 | 札幌市立あやめ野中学校                          | 上湧別町立上湧別中学校 仙台市立袋原中学校 中之条町立中之条中学校 板橋区立志村第一中学校 | 理事長特別賞：札幌市立あやめ野中学校 審査員特別賞：佐敷町立佐敷中学校 ヤマハ賞：札幌市立あやめ野中学校                                                                                   |
| 6 2000  | 中学B大編成 | 久喜市立久喜東中学校                            | 札幌市立あやめ野中学校 八王子市立由井中学校 古河市立総和中学校 江戸川女子中学校 | 審査員特別賞：秋田市立城南中学校 ヤマハ賞：久喜市立久喜東中学校 バンドジャーナル賞：黒瀬町立黒瀬中学校                                                                                   |
| 6 2000  | 高校A小編成 | 藤村女子高等学校                                | 本庄第一高等学校 前橋市立前橋高等学校 東京都立永山高等学校 神奈川県立元石川高等学校 | 理事長特別賞：藤村女子高等学校 審査員特別賞：鶴岡東高等学校 ヤマハ賞：藤村女子高等学校                                                                                                   |
| 6 2000  | 高校B大編成 | 柏市立柏高等学校                                | 明治大学付属明治高等学校 江戸川女子高等学校 八王子高等学校 静岡県立浜松江之島高等学校 | 審査員特別賞：足利工業大学附属高等学校 バンドジャーナル賞：秋田県立大曲農業高等学校 ヤマハ賞：柏市立柏高等学校                                                                           |
| 7 2001  | 中学A小編成 | 我孫子市立白山中学校                            | 野田市立東部中学校 松本市立鎌田中学校 流山市立南部中学校 横浜市立若葉台東中学校 | 理事長特別賞：我孫子市立白山中学校 審査員特別賞：江府町立江府中学校 ヤマハ賞：我孫子市立白山中学校                                                                                       |
| 7 2001  | 中学B大編成 | 桑名市立正和中学校                              | 久喜市立久喜東中学校 下関市立東部中学校 倉吉市立河北中学校 宇都宮市立陽西中学校 | 理事長特別賞：桑名市立正和中学校 審査員特別賞：宜野湾市立普天間中学校 ヤマハ賞：桑名市立正和中学校 バンドジャーナル賞：川口市立芝東中学校                                                |
| 7 2001  | 高校A小編成 | 前橋市立前橋高等学校1                           | 東海大学付属高輪台高等学校 浜松市立高等学校 千葉県立千葉商業高等学校 前橋市立前橋高等学校2 | 理事長特別賞：前橋市立前橋高等学校1 審査員特別賞：北海道大樹高等学校 ヤマハ賞：前橋市立前橋高等学校1                                                                                     |
| 7 2001  | 高校B大編成 | 柏市立柏高等学校 東海大学付属高輪台高等学校     | 江戸川女子高等学校 東海大学菅生高等学校 藤村女子高等学校 | 理事長特別賞：東海大学付属高輪台高等学校 審査員特別賞：関西創価高等学校 バンドジャーナル賞：千葉県立市川西高等学校 ヤマハ賞：柏市立柏高等学校/ 東海大学付属高輪台高等学校                |
| 8 2002  | 中学A小編成 | 松本市立鎌田中学校                              | 高砂市立高砂中学校 野田市立東部中学校 野田市立福田中学校 米沢市立第二中学校 | 理事長特別賞：松本市立鎌田中学校 審査員特別賞：能美市立辰口中学校 ヤマハ賞：松本市立鎌田中学校                                                                                           |
| 8 2002  | 中学B大編成 | 柏市立酒井根中学校                              | 富士宮市立富士根南中学校 佐敷町立佐敷中学校 札幌市立あやめ野中学校 古河市立総和中学校 | 理事長特別賞：柏市立酒井根中学校 審査員特別賞：むつ市立大平中学校 ヤマハ賞：柏市立酒井根中学校 バンドジャーナル賞：下関市立東部中学校                                                    |
| 8 2002  | 高校A小編成 | 千葉県立船橋旭高等学校                          | 神奈川県立相武台高等学校 東海大学菅生高等学校 前橋市立前橋高等学校2 東海大学付属高輪台高等学校2 本庄第一高等学校                                                                               | 理事長特別賞：千葉県立船橋旭高等学校 審査員特別賞：愛知県立名古屋南高等学校 バンドジャーナル賞：北海道札幌丘珠高等学校 ヤマハ賞：千葉県立船橋旭高等学校                                  |
| 8 2002  | 高校B大編成 | 柏市立柏高等学校                                | 埼玉県立久喜高等学校 東海大学付属高輪台高等学校1 光ヶ丘女子高等学校 藤村女子高等学校 東京都立片倉高等学校                                                                                      | 審査員特別賞：八王子高等学校 2 ヤマハ賞：柏市立柏高等学校 |
| 9 2003  | 中学A小編成 | 松本市立鎌田中学校                              | 桑名市立陽和中学校 札幌市立平岡緑中学校 東広島市立西条中学校 徳之島町立亀津中学校 | 理事長特別賞：松本市立鎌田中学校 審査員特別賞：森町立森中学校 ヤマハ賞：松本市立鎌田中学校                                                                                               |
| 9 2003  | 中学B大編成 | 出雲市立第一中学校                              | 能美市立辰口中学校 旭川市立永山南中学校 松戸市立和名ヶ谷中学校 野田市立南部中学校 | 審査員特別賞：和歌山市立明和中学校 ヤマハ賞：出雲市立第一中学校 バンドジャーナル賞：那覇市立金城中学校                                                                                   |
| 9 2003  | 高校A小編成 | 前橋市立前橋高等学校                            | 石川県立輪島実業高等学校 長野県小諸高等学校 沖縄県立美里高等学校 千葉県立千葉商業高等学校 東海大学菅生高等学校                                                                                 | 理事長特別賞：前橋市立前橋高等学校 審査員特別賞：神奈川県立新城高等学校 ヤマハ賞：前橋市立前橋高等学校                                                                                   |
| 9 2003  | 高校B大編成 | 柏市立柏高等学校 東海大学付属高輪台高等学校     | 埼玉県立伊奈学園総合高等学校 広島音楽高等学校 青森山田中学高等学校 東京都立片倉高等学校 | 理事長特別賞：柏市立柏高等学校/東海大学付属高輪台高等学校 審査員特別賞：藤村女子高等学校 バンドジャーナル賞：茨城県立佐竹高等学校 ヤマハ賞：柏市立柏高等学校/ 東海大学付属高輪台高等学校 |
| 10 2004 | 中学A小編成 | 松本市立鎌田中学校                              | 津山市立津山西中学校 桑名市立陽和中学校 野田市立東部中学校 鹿児島市立南中学校 | 理事長特別賞：松本市立鎌田中学校 審査員特別賞：芽室町立芽室西中学校/出水市立米ノ津中学校                                                                                                 |
| 10 2004 | 中学B大編成 | 松戸市立和名ヶ谷中学校                          | 山武市立松尾中学校 小平市立小平第三中学校 甲斐市立敷島中学校 柏市立酒井根中学校 | 理事長特別賞：松戸市立和名ヶ谷中学校 審査員特別賞：山形市立第六中学校 ヤマハ賞：松戸市立和名ヶ谷中学校 バンドジャーナル賞：市川市立妙典中学校                                            |
| 10 2004 | 高校A小編成 | 東海大学菅生高等学校                            | 島根県立川本高等学校 長野県小諸高等学校 埼玉県立松伏高等学校 前橋市立前橋高等学校 | 理事長特別賞：東海大学菅生高等学校 審査員特別賞：神奈川県立川崎北高等学校 ヤマハ賞：前橋市立前橋高等学校                                                                                 |
| 10 2004 | 高校B大編成 | 東京都立片倉高等学校 東海大学付属高輪台高等学校 | 静岡県立沼津商業高等学校 東京都立杉並高等学校 横浜創英高等学校 狭山ヶ丘高等学校 | 理事長特別賞：東海大学付属高輪台高等学校 審査員特別賞：三重県立白子高等学校 バンドジャーナル賞：北海道帯広南商業高等学校                                                                 |

### 第11回 - 第20回
| 回 年度 | 部門        | 最優秀グランプリ （文部科学大臣賞）   | 最優秀賞 | 備考 |
| ------- | ----------- | ------------------------------------- | --- | --- |
| 11 2005 | 中学A小編成 | 下妻市立下妻中学校                    | 八幡市立男山第二中学校 柏市立柏第五中学校 杉並区立阿佐ヶ谷中学校 名古屋市立新郊中学校 | 理事長特別賞：下妻市立下妻中学校 審査員特別賞：鎌倉市立第二中学校 |
| 11 2005 | 中学B大編成 | 小平市立小平第三中学校                | 松本市立鎌田中学校 出雲市立第一中学校 市川市立妙典中学校 能美市立辰口中学校 | 理事長特別賞：小平市立小平第三中学校 審査員特別賞：山武市立松尾中学校 ヤマハ賞：川口市立北中学校 バンドジャーナル賞：久喜市立久喜東中学校                                                         |
| 11 2005 | 高校A小編成 | 前橋市立前橋高等学校                  | 向陽台高等学校 島根県立浜田商業高等学校 東海大学菅生高等学校 東京家政学院高等学校 | 理事長特別賞：前橋市立前橋高等学校 審査員特別賞：愛知県立名古屋南高等学校 |
| 11 2005 | 高校B大編成 | 東京都立片倉高等学校 柏市立柏高等学校 | 作新学院高等学校 埼玉県立伊奈学園総合高等学校 北海道旭川商業高等学校 東京都立杉並高等学校 | 理事長特別賞：東京都立片倉高等学校/柏市立柏高等学校 審査員特別賞：三重県立白子高等学校 バンドジャーナル賞：神奈川県立厚木高等学校                                                                 |
| 12 2006 | 中学A小編成 | 柏市立柏第五中学校                    | 鶴ヶ島市立鶴ヶ島中学校 柏市立柏中学校 下妻市立下妻中学校 千葉市立土気中学校 | 審査員特別賞：薩摩川内市立亀山小学校 |
| 12 2006 | 中学B大編成 | 松戸市立第四中学校                    | 富里市立富里中学校 松本市立鎌田中学校 甲斐市立敷島中学校 小平市立小平第三中学校 柏市立酒井根中学校 | 理事長特別賞：柏市立酒井根中学校 審査員特別賞：松戸市立和名ヶ谷中学校 |
| 12 2006 | 高校A小編成 | 前橋市立前橋高等学校                  | 愛知県立名古屋南高等学校 東海大学菅生高等学校 奈良県立片桐高等学校 柏市立柏高等学校 | 理事長特別賞：柏市立柏高等学校 審査員特別賞：鎌倉女子大学高等部/出水中央高等学校 |
| 12 2006 | 高校B大編成 | 春日部共栄高等学校                    | 浜松海の星高等学校 東京都立片倉高等学校 埼玉県立伊奈学園総合高等学校 東海大学付属高輪台高等学校 | 理事長特別賞：東海大学付属高輪台高等学校 審査員特別賞：三重県立白子高等学校 ヤマハ賞：三重県立白子高等学校 バンドジャーナル賞：浜松市立高等学校                                                   |
| 13 2007 | 中学A小編成 | 名古屋市立新郊中学校                  | 西宮市立今津中学校 横浜市立仲尾台中学校 市原市立南総中学校 川口市立芝中学校 | 理事長特別賞：名古屋市立新郊中学校 審査員特別賞：川崎市立宮前平中学校 |
| 13 2007 | 中学B大編成 | 柏市立酒井根中学校                    | 岡崎市立岩津中学校 富里市立富里中学校 松戸市立和名ヶ谷中学校 松戸市立第四中学校 | 審査員特別賞：山武市立松尾中学校 バンドジャーナル賞：和歌山市立明和中学校 ヤマハ賞：岡崎市立竜海中学校                                                                                            |
| 13 2007 | 高校A小編成 | 修徳高等学校                          | 愛知県立安城高等学校 愛媛県立今治東中等教育学校 出水中央高等学校 北海道中標津高等学校 | 審査員特別賞：名古屋経済大学高蔵高等学校 |
| 13 2007 | 高校B大編成 | 柏市立柏高等学校                      | 東京都立杉並高等学校 習志野市立習志野高等学校 埼玉県立越谷西高等学校 東京都立片倉高等学校 | 審査員特別賞：千葉県立幕張総合高等学校 バンドジャーナル賞：京華学園 ヤマハ賞：沼津商業高等学校 |
| 14 2008 | 中学A小編成 | 名古屋市立新郊中学校                  | 野田市立第一中学校 横芝光町立横芝中学校 西宮市立今津中学校 大阪市立高津中学校 | 審査員特別賞：八潮市立八潮中学校 バンドジャーナル賞：津山市立鶴山中学校 |
| 14 2008 | 中学B大編成 | 柏市立酒井根中学校                    | 松本市立鎌田中学校 松戸市立和名ヶ谷中学校 小平市立小平第六中学校 | 審査員特別賞：流山市立南部中学校 ヤマハ賞：柏市立酒井根中学校 |
| 14 2008 | 高校A小編成 | 東海大学菅生高等学校                  | 光ヶ丘女子高等学校 さいたま市立大宮北高等学校 桜丘高等学校 出水中央高等学校 | 理事長特別賞：東海大学菅生高等学校 審査員特別賞：関東第一高等学校 バンドジャーナル賞：七尾学園益田東高等学校                                                                                      |
| 14 2008 | 高校B大編成 | 柏市立柏高等学校                      | 東海大学付属高輪台高等学校 大阪桐蔭高等学校 東京都立杉並高等学校 東京都立片倉高等学校 | 審査員特別賞：埼玉県立越谷西高等学校 ヤマハ賞：東京都立杉並高等学校 |
| 14 2008 | 小学校部門  | 市川市立真間小学校                    | 霧島市立国分小学校 岡崎市立竜美丘小学校 柏市立酒井根西小学校 柏市立松葉第二小学校 関西創価小学校 さいたま市立大宮南小学校 船橋市立習志野台第一小学校 柏市立柏第一小学校 柏市立光ヶ丘小学校 | 審査員特別賞：薩摩川内市立亀山小学校/武蔵野市立第三小学校 ヤマハ賞：霧島市立国分小学校 ブレーン賞：さいたま市立大宮南小学校                                                                       |
| 15 2009 | 中学A小編成 | 横浜市立旭北中学校                    | 八幡市立男山第二中学校 仙台市立八軒中学校 神戸市立吉田中学校 下妻市立下妻中学校 朝霞市立朝霞第五中学校 | 理事長特別賞：横浜市立旭北中学校 審査員特別賞：札幌市立平岸中学校 バンドジャーナル賞：奈良市立飛鳥中学校                                                                                          |
| 15 2009 | 中学B大編成 | 小平市立小平第六中学校                | 宇都宮市立陽東中学校 川崎市立東橘中学校 松戸市立第四中学校 柏市立酒井根中学校 | 審査員特別賞：出雲市立第一中学校 ヤマハ賞：岡崎市立竜海中学校 |
| 15 2009 | 高校A小編成 | 関西創価高等学校                      | 島根県立島根中央高等学校 古川学園高等学校 浜松海の星高等学校 東海大学菅生高等学校 | 審査員特別賞：石川県立松任高等学校 バンドジャーナル賞：須磨学園高等学校 |
| 15 2009 | 高校B大編成 | 東京都立片倉高等学校                  | 愛知工業大学名電高等学校 春日部共栄高等学校 千葉県立幕張総合高等学校 東京都立杉並高等学校 柏市立柏高等学校 | 審査員特別賞：神奈川県立厚木高等学校 ヤマハ賞：千葉県立幕張総合高等学校 |
| 15 2009 | 小学校部門  | 船橋市立習志野台第一小学校            | 山口市立上郷小学校 北斗市立久根別小学校 関西創価小学校 柏市立松葉第二小学校 水戸市立三の丸小学校 柏市立光ヶ丘小学校 さいたま市立大宮南小学校 市川市立真間小学校 武蔵野市立第三小学校 | 審査員特別賞：山口市立小郡南小学校 ヤマハ賞：柏市立光ヶ丘小学校 ブレーン賞：山口市立上郷小学校 |
| 16 2010 | 中学A小編成 | 志木市立志木中学校                    | 茅ヶ崎市立北陽中学校 川崎市立玉川中学校 芦屋市立山手中学校 大阪市立放出中学校 | 審査員特別賞：神戸市立吉田中学校 バンドジャーナル賞：呉市立昭和中学校 |
| 16 2010 | 中学B大編成 | 柏市立酒井根中学校                    | 宝塚市立中山五月台中学校 横浜市立仲尾台中学校 柏市立柏中学校 須賀川市立第一中学校 市川市立妙典中学校 松戸市立第四中学校 日進市立日進中学校 柏市立酒井根中学校 水戸市立第四中学校 茂原市立東中学校 | 審査員特別賞：川崎市立東橘中学校 ヤマハ賞：日進市立日進中学校 |
| 16 2010 | 高校A小編成 | 千葉県立船橋東高等学校                | 東京都立葛飾総合高等学校 東海大学菅生高等学校 慶應義塾志木高等学校 出水中央高等学校 | 理事長特別賞：千葉県立船橋東高等学校 審査員特別賞：東京都立八丈高等学校 バンドジャーナル賞：千葉県立長生高等学校                                                                                  |
| 16 2010 | 高校B大編成 | 出雲北陵高等学校                      | 東海大学付属高輪台高等学校 三重県立白子高等学校 愛知工業大学名電高等学校 愛知県立成章高等学校 春日部共栄高等学校 千葉県立幕張総合高等学校 東京都立杉並高等学校 東京都立片倉高等学校 習志野市立習志野高等学校                                                                                                 | 審査員特別賞：神奈川県立厚木高等学校 ヤマハ賞：東京都立片倉高等学校 |
| 16 2010 | 小学校部門  | 武蔵野市立第三小学校                  | 山口市立上郷小学校 ひたちなか市立前渡小学校 木古内町立木古内小学校 鹿児島市立明和小学校 習志野市立東習志野小学校 柏市立酒井根西小学校 北斗市立久根別小学校 さいたま市立大宮南小学校 南城市立大里南小学校 柏市立松葉第二小学校 武蔵野市立第三小学校                                                           | 審査員特別賞：足立区立西伊興小学校/いわき市立錦小学校/関西創価小学校 ヤマハ賞：柏市立柏第八小学校 ブレーン賞：北斗市立久根別小学校                                                                |
| 17 2011 | 高校B大編成 | 千葉県立幕張総合高等学校              | 千葉県立船橋東高等学校 浜松海の星高等学校 浦和学院高等学校 沖縄県立那覇高等学校 東京都立杉並高等学校 横浜創英高等学校 大阪市立扇町総合高等学校 東京都立片倉高等学校 柏市立柏高等学校 | 審査員特別賞：大成女子高等学校 ブレーン賞：東京都立杉並高等学校 ヤマハ賞：作新学院高等学校 |
| 17 2011 | 中学B大編成 | 柏市立酒井根中学校                    | 松戸市立和名ヶ谷中学校 名古屋市立神丘中学校 常陸太田市立峰山中学校 船橋市立海神中学校 市川市立妙典中学校 会津若松市立一箕中学校 松戸市立第四中学校 東金市立東中学校 日進市立日進中学校 | 審査員特別賞：川崎市立宮前平中学校 ブレーン賞：会津若松市立一箕中学校 ヤマハ賞：沖縄市立山内中学校                                                                                                |
| 17 2011 | 中学A小編成 | 南相馬市立原町第一中学校              | 川崎市立玉川中学校 むつ市立大平中学校 青梅市立第三中学校 札幌市立平岸中学校 網走市立第三中学校 | 審査員特別賞：東郷町立東郷中学校 バンドジャーナル賞：神戸市立吉田中学校 ブレーン賞：むつ市立大平中学校 ヤマハ賞：朝霞市立朝霞第五中学校                                                           |
| 17 2011 | 高校A小編成 | 関西創価高等学校                      | 水戸女子高等学校 東海大学菅生高等学校 狭山ヶ丘高等学校 神奈川県立弥栄高等学校 | 審査員特別賞：横浜創学館高等学校 バンドジャーナル賞：千葉県立土気高等学校 ブレーン賞：須磨学園高等学校 ヤマハ賞：千葉県立市川南高等学校                                                           |
| 17 2011 | 小学校部門  | 柏市立酒井根西小学校                  | 訓子府町立訓子府小学校 水戸市立常磐小学校 世田谷区立千歳小学校 柏市立酒井根西小学校 水戸市立三の丸小学校 甲斐市立竜王北小学校 さいたま市立常盤小学校 柏市立柏第八小学校 柏市立柏第一小学校 武蔵野市立第三小学校 柏市立光ヶ丘小学校 仙台市立向陽台小学校 我孫子市立新木小学校                                 | 審査員特別賞：南城市立大里南小学校/函館市立日吉が丘小学校 ヤマハ賞：訓子府町立訓子府小学校 ブレーン賞：仙台市立向陽台小学校                                                                       |
| 18 2012 | 高校B大編成 | 千葉県立幕張総合高等学校              | 浜松海の星高等学校 秋田県立新屋高等学校 作新学院高等学校 東海大学付属高輪台高等学校 春日部共栄高等学校 東京都立片倉高等学校 東京都立杉並高等学校 千葉県立千葉商業高等学校 習志野市立習志野高等学校 | 審査員特別賞：神奈川県立厚木高等学校 ブレーン賞：東京都立片倉高等学校 ヤマハ賞：東京都立墨田川高等学校                                                                                            |
| 18 2012 | 中学B大編成 | 柏市立酒井根中学校                    | 西宮市立今津中学校 川口市立芝東中学校 松戸市立和名ヶ谷中学校 芦屋市立山手中学校 松戸市立第一中学校 名古屋市立北中学校 名古屋市立汐路中学校 日進市立日進中学校 羽村市立羽村第一中学校 横浜市立富岡中学校 | 審査員特別賞：日光市立今市中学校 ブレーン賞：川口市立芝東中学校 ヤマハ賞：西宮市立今津中学校 |
| 18 2012 | 中学A小編成 | 川崎市立玉川中学校                    | 大田市立第三中学校 柏市立大津ケ丘中学校 青梅市立第三中学校 南相馬市立原町第一中学校 古河市立総和中学校 | 審査員特別賞：平塚市立春日野中学校 バンドジャーナル賞：八千代町立東中学校 ブレーン賞：大田市立第三中学校 ヤマハ賞：柏市立大津ケ丘中学校                                                           |
| 18 2012 | 高校A小編成 | 柏市立柏高等学校                      | 神奈川県立弥栄高等学校 関西創価高等学校 三重県立神戸高等学校 | 審査員特別賞：古川学園高等学校 バンドジャーナル賞：静岡県立遠江総合高等学校 ブレーン賞：狭山ヶ丘高等学校 ヤマハ賞：水戸女子高等学校                                                               |
| 18 2012 | 小学校部門  | 柏市立酒井根西小学校                  | 王寺町立王寺小学校・王寺町立王寺北小学校 函館市立日吉が丘小学校 水戸市立三の丸小学校 柏市立光ヶ丘小学校 関西創価小学校 仙台市立向陽台小学校 我孫子市立新木小学校 軽井沢町立軽井沢中部小学校 合志市立西合志東小学校                                                                                           | 審査員特別賞：甲斐市立竜王北小学校 ヤマハ賞：防府市立新田小学校 ブレーン賞：合志市立西合志東小学校                                                                                                |
| 19 2013 | 高校B大編成 | 千葉県立幕張総合高等学校              | 神奈川県立川崎北高等学校 作新学院高等学校 習志野市立習志野高等学校 秋草学園高等学校 千葉県立松戸六実高等学校 春日部共栄高等学校 大成女子高等学校 東京都立片倉高等学校 横浜創英高等学校 東京都立杉並高等学校 千葉県立千葉商業高等学校 東海大学付属高輪台高等学校                                              | 審査員特別賞：東京都立片倉高等学校 ブレーン賞：作新学院高等学校 フォトライフ賞：光ヶ丘女子高等学校 ヤマハ賞：秋草学園高等学校                                                                     |
| 19 2013 | 高校A小編成 | 柏市立柏高等学校                      | 東京都立東大和高等学校 水戸女子高等学校 七尾学園益田東高等学校 須磨学園高等学校 静岡県立浜松江之島高等学校 神奈川県立弥栄高等学校 千葉県立土気高等学校 駒澤大学高等学校 関西創価高等学校 浜松日体高等学校 東海大学菅生高等学校                                                                               | 審査員特別賞：東海大学菅生高等学校 バンドジャーナル賞：島根県立平田高等学校 ブレーン賞：七尾学園益田東高等学校 フォトライフ賞：慶應義塾志木高等学校 ヤマハ賞：古川学園高等学校                    |
| 19 2013 | 中学B大編成 | 柏市立酒井根中学校                    | 宝塚市立宝梅中学校 佐賀市立成章中学校 松戸市立和名ヶ谷中学校 出雲市立河南中学校 出雲市立第一中学校 調布市立第三中学校 東金市立東中学校 東郷町立東郷中学校 名古屋市立神丘中学校 松戸市立第四中学校 | 審査員特別賞：出雲市立第一中学校 ブレーン賞：松戸市立第四中学校 フォトライフ賞：調布市立第三中学校 ヤマハ賞：名古屋市立神丘中学校                                                                 |
| 19 2013 | 中学A小編成 | 久喜市立久喜東中学校                  | 神戸市立吉田中学校 横浜市立都田中学校 志木市立志木中学校 松伏町立松伏第二中学校 木古内町立木古内中学校 江戸川区立鹿本中学校 川崎市立玉川中学校 刈谷市立刈谷東中学校 鈴鹿市立千代崎中学校 平塚市立春日野中学校                                                                                                | 審査員特別賞：平塚市立春日野中学校 バンドジャーナル賞：宇都宮市立雀宮中学校 ブレーン賞：木古内町立木古内中学校 フォトライフ賞：大阪市立放出中学校 ヤマハ賞：川崎市立玉川中学校                    |
| 19 2013 | 小学校部門  | 鹿児島市立吉野東小学校                | 王寺町立王寺小学校・王寺町立王寺北小学校 広島市立安西小学校 ひたちなか市立前渡小学校 日光市立今市第三小学校 水戸市立三の丸小学校 船橋市立高根東小学校 ひたちなか市立外野小学校 柏市立柏第八小学校 柏市立酒井根東小学校 札幌市立屯田西小学校 さいたま市立つばさ小学校 柏市立柏第三小学校 柏市立酒井根西小学校 | 審査員特別賞：生駒市立桜ヶ丘小学校/合志市立西合志東小学校 ブレーン賞：広島市立安西小学校 フォトライフ賞：函館市立日吉が丘小学校 ヤマハ賞：柏市立酒井根西小学校                                    |
| 20 2014 | 高校B大編成 | 春日部共栄高等学校                    | 出雲北陵高等学校 習志野市立習志野高等学校 作新学院高等学校 東京都立片倉高等学校 大成女子高等学校 東海大学付属高輪台高等学校 横浜創英高等学校 東京都立杉並高等学校 千葉県立千葉商業高等学校 箕面自由学園高等学校                                                                                              | 審査員特別賞：東京都立杉並高等学校 ブレーン賞：出雲北陵高等学校 フォトライフ賞：明誠学院高等学校 ヤマハ賞：東京都立葛飾総合高等学校                                                               |
| 20 2014 | 高校A小編成 | 慶應義塾志木高等学校                  | 浜松日体高等学校 横浜市立東高等学校 銚子市立銚子高等学校 横浜創学館高等学校 須磨学園高等学校 七尾学園益田東高等学校 千葉県立銚子商業高等学校 古川学園高等学校 神奈川県立弥栄高等学校 修徳高等学校 関西創価高等学校 東海大学菅生高等学校 昭和学院中学校・高等学校                                             | 審査員特別賞：東海大学菅生高等学校 バンドジャーナル賞：関西高等学校 ブレーン賞：静岡県立掛川西高等学校 フォトライフ賞：静岡県立遠江総合高等学校 ヤマハ賞：千葉市立稲毛高等学校                    |
| 20 2014 | 中学B大編成 | 日進市立日進中学校                    | 松戸市立和名ヶ谷中学校 山口市立小郡中学校 高岡市立芳野中学校 羽村市立羽村第一中学校 浜松市立開成中学校 北斗市立上磯中学校 松戸市立第一中学校 松戸市立第四中学校 東郷町立東郷中学校 | 審査員特別賞：浜松市立開成中学校 ブレーン賞：東郷町立東郷中学校 フォトライフ賞：越谷市立北中学校 ヤマハ賞：羽村市立羽村第一中学校                                                                 |
| 20 2014 | 中学A小編成 | 紋別市立紋別中学校                    | 市原市立双葉中学校 旭川市立東光中学校 春日部共栄中学校 川崎市立玉川中学校 青梅市立第三中学校 大阪市立放出中学校 松伏町立松伏第二中学校 坂戸市立坂戸中学校 青梅市立泉中学校 志木市立志木中学校 仙台市立中田中学校 常総市立水海道中学校                                                                        | 審査員特別賞：出雲市立光中学校/市原市立双葉中学校 バンドジャーナル賞：下妻市立下妻中学校 ブレーン賞：千葉市立稲毛高等学校附属中学校 フォトライフ賞：出雲市立光中学校 ヤマハ賞：大洲市立長浜中学校 |
| 20 2014 | 小学校部門  | 柏市立酒井根西小学校                  | 王寺町立王寺小学校・王寺町立王寺南小学校 広島市立安西小学校 水戸市立笠原小学校 船橋市立高根東小学校 生駒市立桜ヶ丘小学校 さいたま市立つばさ小学校 高松市立円座小学校 柏市立柏第三小学校 さいたま市立大宮南小学校 武蔵野市立第一小学校 軽井沢町立軽井沢中部小学校 合志市立西合志東小学校                      | 審査員特別賞：王寺町立王寺小学校・王寺町立王寺南小学校 /生駒市立桜ヶ丘小学校 ブレーン賞：宮崎市立大淀小学校 フォトライフ賞：さいたま市立つばさ小学校 ヤマハ賞：苫小牧市立豊川小学校               |

### 第21回 - 第30回
| 回 年度 | 部門        | 最優秀グランプリ （文部科学大臣賞） | 最優秀賞 | 備考 |
| ------- | ----------- | ----------------------------------- | --- | --- |
| 21 2015 | 高校B大編成 | 柏市立柏高等学校                    | 福島県立平商業高等学校 作新学院高等学校 光ヶ丘女子高等学校 東京都立片倉高等学校 千葉県立幕張総合高等学校 東京都立杉並高等学校 東海大学付属高輪台高等学校 千葉県立千葉商業高等学校 大阪桐蔭高等学校                                                                                               | 審査員特別賞：福島県立平商業高等学校/作新学院高等学校 ブレーン賞：埼玉県立越谷南高等学校 フォトライフ賞：福岡県立門司学園高等学校 ヤマハ賞：水戸女子高等学校 |
| 21 2015 | 高校A小編成 | 東海大学菅生高等学校                | 中村女子高等学校 国本女子高等学校 聖徳大学附属女子中学校・高等学校 横浜創学館高等学校 浜松日体高等学校 千葉県立八千代高等学校 関西創価高等学校 佼成学園女子高等学校 島根県立島根中央高等学校 聖徳大学附属取手聖徳女子高等学校 山形県立山形東高等学校 千葉市立稲毛高等学校                        | 審査員特別賞：須磨学園高等学校/千葉県立八千代高等学校 バンドジャーナル賞：神奈川県立弥栄高等学校 ブレーン賞：島根県立島根中央高等学校 フォトライフ賞：藤村女子高等学校 ヤマハ賞：八王子実践高等学校 |
| 21 2015 | 中学B大編成 | 柏市立酒井根中学校                  | 名古屋市立神丘中学校 古河市立総和中学校 朝霞市立朝霞第一中学校 浜松市立開成中学校 松戸市立第一中学校 名古屋市立植田中学校 松戸市立第四中学校 羽村市立羽村第一中学校 習志野市立第五中学校 | 審査員特別賞：山形市立第六中学校 ブレーン賞：日立市立多賀中学校 フォトライフ賞：出水市立出水中学校 ヤマハ賞：松戸市立第四中学校 |
| 21 2015 | 中学A小編成 | 柏市立大津ケ丘中学校                | 札幌市立琴似中学校 相模原市立大野南中学校 真岡市立真岡東中学校 川崎市立玉川中学校 横浜市立南瀬谷中学校 練馬区立田柄中学校 市原市立双葉中学校 江戸川区立鹿本中学校 射水市立射北中学校 旭川市立東光中学校 須賀川市立第一中学校                                                                     | 審査員特別賞：射水市立射北中学校 バンドジャーナル賞：天栄村立天栄中学校 ブレーン賞：春日部共栄中学校 フォトライフ賞：北斗市立大野中学校 ヤマハ賞：仙台市立中田中学校 |
| 21 2015 | 小学校部門  | 船橋市立高根東小学校                | 王寺町立王寺小学校・王寺町立王寺南小学校 那覇市立安謝小学校 日光市立今市第三小学校 水戸市立三の丸小学校 函館市立日吉が丘小学校 江東区立明治小学校 福島市立三河台小学校 柏市立酒井根東小学校 関西創価小学校 習志野市立実花小学校 武蔵野市立第一小学校 天草市立本渡南小学校 さいたま市立高砂小学校 | 審査員特別賞：王寺町立王寺小学校・王寺町立王寺南小学校 ブレーン賞：世田谷区立千歳小学校 フォトライフ賞：天草市立本渡南小学校 ヤマハ賞：我孫子市立我孫子第四小学校 |
| 22 2016 | 高校B大編成 | 大阪桐蔭高等学校                    | 京都両洋高等学校 作新学院高等学校 春日部共栄高等学校 東海大学付属高輪台高等学校 東京都立杉並高等学校 千葉県立八千代高等学校 東海大学山形高等学校 福島県立平商業高等学校 東京都立片倉高等学校 千葉県立幕張総合高等学校 横浜市立戸塚高等学校                                                       | 審査員特別賞：福島県立平商業高等学校 ブレーン賞：京都両洋高等学校 フォトライフ賞：北海道札幌北高等学校 ヤマハ賞：常葉大学附属橘中学校・高等学校 |
| 22 2016 | 高校A小編成 | 聖徳大学附属取手聖徳女子高等学校    | 須磨学園高等学校 神奈川県立弥栄高等学校 山形県立山形東高等学校 千葉市立稲毛高等学校 富山県立富山工業高等学校 東京都立東大和高等学校 浜松日体高等学校 関西創価高等学校 慶應義塾志木高等学校 三重県立相可高等学校 昭和学院高等学校                                                                 | 審査員特別賞：関西創価高等学校 バンドジャーナル賞：川崎市立川崎総合科学高等学校 ブレーン賞：三重県立相可高等学校 フォトライフ賞：富山県立富山工業高等学校 ヤマハ賞：希望が丘高等学校 |
| 22 2016 | 中学B大編成 | 日進市立日進西中学校                | 浜松市立開成中学校 松戸市立小金中学校 松戸市立第一中学校 朝霞市立朝霞第一中学校 古河市立総和中学校 名古屋市立神丘中学校 松戸市立第四中学校 秋田市立山王中学校 習志野市立第四中学校 | 審査員特別賞：松戸市立第四中学校 ブレーン賞：秋田市立山王中学校 フォトライフ賞：習志野市立第四中学校 ヤマハ賞：小美玉市立美野里中学校 |
| 22 2016 | 中学A小編成 | 船橋市立高根中学校                  | 松戸市立第六中学校 境町立境第一中学校 関西創価中学校 三郷市立早稲田中学校 堺市立登美丘中学校 真岡市立真岡東中学校 南国市立鳶ヶ池中学校・安芸市立安芸中学校 射水市立射北中学校 千葉市立土気中学校 江戸川区立鹿本中学校 久喜市立久喜中学校 さいたま市立宮原中学校                                  | 審査員特別賞：志木市立志木第二中学校 バンドジャーナル賞：南国市立鳶ヶ池中学校・安芸市立安芸中学校 ブレーン賞：川本町立川本中学校 フォトライフ賞：茨城県立並木中等教育学校 ヤマハ賞：木古内町立木古内中学校 |
| 22 2016 | 小学校部門  | 柏市立酒井根東小学校                | 水戸市立三の丸小学校 ひたちなか市立外野小学校 日光市立今市第三小学校 福島市立笹谷小学校 習志野市立東習志野小学校 さいたま市立大宮南小学校 柏市立柏第三小学校 習志野市立実花小学校 熊本市立五福小学校 精華町立東光小学校 関西創価小学校 柏市立柏第二小学校                                        | 審査員特別賞：熊本市立五福小学校 ブレーン賞：習志野市立実花小学校 フォトライフ賞：日光市立今市第三小学校 ヤマハ賞：習志野市立東習志野小学校 |
| 23 2017 | 高校B大編成 | 柏市立柏高等学校                    | 京都両洋高等学校 秋草学園高等学校 東京都立片倉高等学校 千葉県立幕張総合高等学校 大成女子高等学校 横浜市立戸塚高等学校 箕面自由学園高等学校 浦和学院高等学校 作新学院高等学校 春日部共栄高等学校 横浜創英高等学校                                                                                 | 審査員特別賞：千葉市立稲毛高等学校 ブレーン賞：春日部共栄高等学校 フォトライフ賞：作新学院高等学校 ヤマハ賞：福岡県立門司学園高等学校 |
| 23 2017 | 高校A小編成 | 千葉県立鎌ヶ谷高等学校              | 藤村女子高等学校 東京都立東大和高等学校 浜松日体高等学校 千葉県立八千代高等学校 埼玉県立三郷北高等学校 佼成学園女子高等学校 桐蔭学園高等学校 富山県立富山工業高等学校 慶應義塾志木高等学校 東京立正高等学校 国本女子高等学校                                                                     | 審査員特別賞：慶應義塾志木高等学校 バンドジャーナル賞：川崎市立川崎総合科学高等学校 ブレーン賞：国本女子高等学校 フォトライフ賞：沖縄県立コザ高等学校 ヤマハ賞：東海大学付属諏訪高等学校 |
| 23 2017 | 中学B大編成 | 柏市立酒井根中学校                  | 相模原市立相陽中学校 松戸市立小金中学校 出雲市立平田中学校 西宮市立上甲子園中学校 秋田市立山王中学校 松戸市立小金南中学校 習志野市立第五中学校 松戸市立第一中学校 宝塚市立宝梅中学校 松戸市立第四中学校 名古屋市立植田中学校 習志野市立第四中学校                                                | 審査員特別賞：横浜市立田奈中学校 ブレーン賞：名古屋市立植田中学校 フォトライフ賞：足立区立第九中学校 ヤマハ賞：松戸市立小金南中学校 |
| 23 2017 | 中学A小編成 | 小平市立小平第六中学校              | 関市立武芸川中学校 志木市立志木中学校 川越市立富士見中学校 境町立境第一中学校 荒川区立尾久八幡中学校 松戸市立第六中学校 朝霞市立朝霞第三中学校 千葉市立土気中学校 名古屋市立汐路中学校 東広島市立中央中学校 香芝市立香芝中学校                                                                   | 審査員特別賞：松戸市立第六中学校 バンドジャーナル賞：苫小牧市立苫小牧東中学校 ブレーン賞：関市立武芸川中学校 フォトライフ賞：上富良野町立上富良野中学校 ヤマハ賞：宇都宮市立陽西中学校 |
| 23 2017 | 小学校部門  | 関西創価小学校                      | 常総市立水海道小学校 水戸市立三の丸小学校 生駒市立桜ヶ丘小学校 武蔵野市立第三小学校 精華町立東光小学校 習志野市立実花小学校 宮崎市立大淀小学校 那須塩原市立大山小学校 船橋市立葛飾小学校 習志野市立東習志野小学校 武蔵野市立第一小学校 仙台市立向陽台小学校                                      | 審査員特別賞：宮崎市立大淀小学校 ブレーン賞：武蔵野市立第三小学校 フォトライフ賞：真岡市立真岡西小学校 ヤマハ賞：仙台市立向陽台小学校 |
| 24 2018 | 高校B大編成 | 大阪桐蔭高等学校                    | 光ヶ丘女子高等学校 作新学院高等学校 春日部共栄高等学校 福島県立平商業高等学校 おかやま山陽高等学校 秋草学園高等学校 水戸女子高等学校 東京都立片倉高等学校 千葉県立幕張総合高等学校 | 審査員特別賞：安城学園高等学校/京都両洋高等学校 ブレーン賞：光ヶ丘女子高等学校 フォトライフ賞：比治山女子中学・高等学校 ヤマハ賞：千葉県立船橋東高等学校 |
| 24 2018 | 高校A小編成 | 東海大学菅生高等学校                | 東野高等学校 東京立正高等学校 聖徳大学附属取手聖徳女子高等学校 関西創価高等学校 慶應義塾志木高等学校 浜松日体高等学校 桐蔭学園高等学校 千葉県立八千代高等学校 国本女子高等学校 精華高等学校 | 審査員特別賞：慶應義塾志木高等学校 バンドジャーナル賞：兵庫県立八鹿高等学校 ブレーン賞：精華高等学校 フォトライフ賞：三重県立相可高等学校 ヤマハ賞：益田東高等学校 |
| 24 2018 | 中学B大編成 | 松戸市立第四中学校                  | 日進市立日進中学校 流山市立南流山中学校 松戸市立小金南中学校 越谷市立大相模中学校 水戸市立千波中学校 松戸市立小金中学校 宝塚市立宝梅中学校 秋田市立山王中学校 松戸市立第一中学校 習志野市立第四中学校                                                                                            | 審査員特別賞：ひたちなか市立大島中学校/柏市立豊四季中学校 ブレーン賞：越谷市立大相模中学校 フォトライフ賞：宇都宮市立泉が丘中学校 ヤマハ賞：水戸市立千波中学校 |
| 24 2018 | 中学A小編成 | 船橋市立高根中学校                  | 青梅市立泉中学校 流山市立北部中学校 府中町立府中緑ヶ丘中学校 境町立境第一中学校 大洲市立長浜中学校 柏市立大津ケ丘中学校 松戸市立和名ヶ谷中学校 松伏町立松伏第二中学校 練馬区立開進第二中学校 横浜市立丸山台中学校 古河市立古河第一中学校 長井市立長井南中学校 さいたま市立宮原中学校             | 審査員特別賞：射水市立射北中学校/東広島市立中央中学校 バンドジャーナル賞：大阪市立喜連中学校 ブレーン賞：鶴ヶ島市立富士見中学校 フォトライフ賞：札幌市立厚別北中学校 ヤマハ賞：柏市立大津ケ丘中学校 |
| 24 2018 | 小学校部門  | 柏市立酒井根東小学校                | 王寺町立王寺小学校・王寺町立王寺南小学校 船橋市立葛飾小学校 さいたま市立つばさ小学校 相模原市立谷口台小学校 仙台市立向陽台小学校 真岡市立真岡東小学校 精華町立東光小学校 船橋市立西海神小学校 武蔵野市立第一小学校 我孫子市立我孫子第四小学校                                                    | 審査員特別賞：長崎市立西浦上小学校/習志野市立東習志野小学校 ブレーン賞：江東区立明治小学校 フォトライフ賞：熊本市立五福小学校 ヤマハ賞：水戸市立酒門小学校 |
| 25 2019 | 高校B大編成 | 柏市立柏高等学校                    | 静岡県立浜松北高等学校 秋草学園高等学校 京都府立京都すばる高等学校 作新学院高等学校 東京都立片倉高等学校 千葉県立幕張総合高等学校 富山県立高岡商業高等学校 北海道旭川商業高等学校 花咲徳栄高等学校 甲子園学院中学校・高等学校 春日部共栄高等学校                                                 | 審査員特別賞：千葉県立幕張総合高等学校/北海道旭川商業高等学校 ブレーン賞：神奈川県立横浜緑園高等学校 フォトライフ賞：呉市立呉高等学校 ヤマハ賞：東海大学付属静岡翔洋高等学校 |
| 25 2019 | 高校A小編成 | 慶應義塾志木高等学校                | 千葉日本大学第一高等学校 千葉県立八千代高等学校 三重県立相可高等学校 東京立正高等学校 京都産業大学附属高等学校 帝京長岡高等学校 鶴岡東高等学校 松戸市立松戸高等学校 富山県立富山工業高等学校 神戸星城高等学校 山村国際高等学校                                                                   | 審査員特別賞：鶴岡東高等学校/富山県立富山工業高等学校 バンドジャーナル賞：岐阜県立各務原高等学校 ブレーン賞：神奈川県立相模田名高等学校 フォトライフ賞：東京都立白鷗高等学校 ヤマハ賞：岩倉高等学校 |
| 25 2019 | 中学B大編成 | 日進市立日進西中学校                | 秋田市立山王中学校 柏市立豊四季中学校 朝霞市立朝霞第一中学校 柏市立酒井根中学校 松戸市立小金中学校 習志野市立第四中学校 越谷市立大相模中学校 松戸市立小金南中学校 松戸市立第二中学校 横浜市立中山中学校                                                                                          | 審査員特別賞：秋田市立山王中学校/習志野市立第四中学校 ブレーン賞：長野市立裾花中学校 フォトライフ賞：宝塚市立宝梅中学校 ヤマハ賞：浜松市立積志中学校 |
| 25 2019 | 中学A小編成 | 東金市立東金中学校                  | 江戸川区立鹿本中学校 小平市立小平第六中学校 流山市立北部中学校 南相馬市立原町第一中学校 青梅市立第三中学校 真岡市立真岡東中学校 大阪市立梅香中学校 茅ヶ崎市立西浜中学校 松戸市立第六中学校 川越市立富士見中学校 香芝市立香芝中学校                                                               | 審査員特別賞：松戸市立第六中学校/香芝市立香芝中学校 バンドジャーナル賞：大阪市立梅香中学校 ブレーン賞：十和田市立三本木中学校 フォトライフ賞：深川市立深川中学校 ヤマハ賞：宇都宮市立陽東中学校 |
| 25 2019 | 小学校部門  | 柏市立柏第二小学校                  | 柏市立柏第三小学校 武蔵野市立第一小学校 習志野市立東習志野小学校 さいたま市立大宮南小学校 相模原市立谷口台小学校 坂城町立南条小学校 船橋市立葛飾小学校 精華町立東光小学校 関西創価小学校 習志野市立実花小学校 我孫子市立我孫子第四小学校                                                         | 審査員特別賞：武蔵野市立第一小学校/精華町立東光小学校 ブレーン賞：さいたま市立つばさ小学校 フォトライフ賞：高根沢町立阿久津小学校 ヤマハ賞：仙台市立榴岡小学校 |
| 26 2020 | 高校B大編成 | 習志野市立習志野高等学校            | 福島県立湯本高等学校 おかやま山陽高等学校 明誠学院高等学校 北海道旭川商業高等学校 出雲北陵高等学校 東京都立片倉高等学校 埼玉県立伊奈学園総合高等学校 千葉県立小金高等学校 光ヶ丘女子高等学校 東海大学菅生高等学校 春日部共栄高等学校                                                             | 審査員特別賞：光ヶ丘女子高等学校/東海大学菅生高等学校 ブレーン賞：青森山田中学高等学校 フォトライフ賞：皇學館高等学校 ヤマハ賞：花咲徳栄高等学校 フィナーレ賞：山形県立山形中央高等学校 観客投票最多賞：駒澤大学高等学校（前半の部）/光ヶ丘女子高等学校（後半の部）                                                |
| 26 2020 | 高校A小編成 | 浜松日体高等学校                    | 流通経済大学付属柏高等学校 鹿児島情報高等学校 藤村女子高等学校 旭川実業高等学校 茨城県立並木中等教育学校 鶴岡東高等学校 静岡県立静岡農業高等学校 茨城県立伊奈高等学校 精華高等学校 国本女子高等学校 秀明大学学校教師学部附属秀明八千代高等学校                                                   | 審査員特別賞：鹿児島情報高等学校/藤村女子高等学校 バンドジャーナル賞：愛知県立蒲郡東高等学校 ブレーン賞：山村国際高等学校 フォトライフ賞：希望が丘高等学校 ヤマハ賞：千葉県立銚子商業高等学校 フィナーレ賞：富山県立富山工業高等学校 観客投票最多賞：関西創価高等学校（前半の部）/茨城県立伊奈高等学校（後半の部） |
| 26 2020 | 中学B大編成 | 山口市立小郡中学校                  | 秋田市立山王中学校 朝霞市立朝霞第一中学校 松戸市立小金中学校 西宮市立上甲子園中学校 豊中市立第十一中学校 鹿児島市立武岡中学校 北上市立上野中学校 山形市立第六中学校 柏市立酒井根中学校 北斗市立上磯中学校 習志野市立第四中学校                                                                   | 審査員特別賞：朝霞市立朝霞第一中学校/北斗市立上磯中学校 ブレーン賞：横浜市立田奈中学校 フォトライフ賞：松山市立西中学校 ヤマハ賞：東広島市立中央中学校 フィナーレ賞：名古屋市立植田中学校 観客投票最多賞：豊中市立第十一中学校（前半の部）/柏市立酒井根中学校（後半の部）                                          |
| 26 2020 | 中学A小編成 | 宝塚市立中山五月台中学校            | 真岡市立真岡東中学校 能代市立能代第一中学校 深川市立深川中学校 浜松市立開成中学校 青梅市立第三中学校 青梅市立泉中学校 防府市立桑山中学校 出雲市立第一中学校 志木市立志木中学校 町田市立南中学校 関西創価中学校                                                                                   | 審査員特別賞：青梅市立泉中学校/出雲市立第一中学校 バンドジャーナル賞：ひたちなか市立大島中学校 ブレーン賞：防府市立華陽中学校 フォトライフ賞：遠軽町立南中学校 ヤマハ賞：鹿児島市立明和中学校 フィナーレ賞：宇都宮市立泉が丘中学校 観客投票最多賞：大阪市立墨江丘中学校（前半の部）/関西創価中学校（後半の部）     |
| 26 2020 | 小学校部門  | 札幌市立屯田西小学校                | 八戸市立図南小学校 生駒市立桜ヶ丘小学校 真岡キッズハーモニー 精華町立東光小学校 武蔵野市立第三小学校 北斗市立上磯小学校 遠軽町立南小学校 水戸市立笠原小学校 千曲市立治田小学校 世田谷区立千歳小学校 柏市立酒井根東小学校                                                                         | 審査員特別賞：精華町立東光小学校/柏市立酒井根東小学校 ブレーン賞：習志野市立東習志野小学校 フォトライフ賞：防府市立松崎小学校 ヤマハ賞：宮崎市立大淀小学校 フィナーレ賞：矢巾町立煙山小学校 観客投票最多賞：関西創価小学校（前半の部）/武蔵野市立第一小学校（後半の部）                                            |
| 27 2021 | 高校B大編成 | 大阪桐蔭高等学校                    | 福島県立湯本高等学校 近畿大学附属高等学校 作新学院高等学校 光ヶ丘女子高等学校 東京都立片倉高等学校 千葉県立幕張総合高等学校 山形県立山形中央高等学校 富山県立高岡商業高等学校 聖ウルスラ学院英智高等学校 北海道旭川商業高等学校 長野県小諸高等学校 春日部共栄高等学校 甲子園学院中学校・高等学校 | 審査員特別賞：光ヶ丘女子高等学校/千葉県立幕張総合高等学校 ブレーン賞：高松第一高等学校 フォトライフ賞：山形県立山形北高等学校 ヤマハ賞：箕面自由学園高等学校 フィナーレ賞：山口県立防府西高等学校 観客投票最多賞：光ヶ丘女子高等学校（前半の部）/大阪桐蔭高等学校（後半の部）                                      |
| 27 2021 | 高校A小編成 | 柏市立柏高等学校                    | 茨城県立佐和高等学校 東京都立杉並高等学校 富山県立富山工業高等学校 千葉県立八千代高等学校 東海大学菅生高等学校 鹿児島情報高等学校 千葉日本大学第一高等学校 おかやま山陽高等学校 神奈川県立川崎北高等学校 秀明大学学校教師学部附属秀明八千代高等学校 旭川実業高等学校 鶴岡東高等学校              | 審査員特別賞：東海大学菅生高等学校/おかやま山陽高等学校 バンドジャーナル賞：三重県立松阪高等学校 ブレーン賞：東京学館浦安高等学校 フォトライフ賞：飯塚高等学校 ヤマハ賞：松戸市立松戸高等学校 フィナーレ賞：日本大学第三高等学校 観客投票最多賞：関西創価高等学校（前半の部）/柏市立柏高等学校（後半の部）         |
| 27 2021 | 中学B大編成 | 習志野市立第四中学校                | 北上市立上野中学校 堺市立福泉中学校 浜松市立湖東中学校 松戸市立小金中学校 豊中市立第十一中学校 小諸市立小諸東中学校 習志野市立第五中学校 東神楽町立東神楽中学校 朝霞市立朝霞第一中学校 柏市立酒井根中学校 船橋市立海神中学校 日進市立日進西中学校                                                | 審査員特別賞：松戸市立小金中学校/柏市立酒井根中学校 ブレーン賞：出雲市立第三中学校 フォトライフ賞：高知市立愛宕中学校 ヤマハ賞：日進市立日進中学校 フィナーレ賞：郡山市立郡山第一中学校 観客投票最多賞：豊中市立第十一中学校（前半の部）/柏市立酒井根中学校（後半の部）                                            |
| 27 2021 | 中学A小編成 | 志木市立志木第二中学校              | 真岡市立真岡東中学校 湯沢市立湯沢南中学校 東金市立東金中学校 深川市立深川中学校 新潟市立坂井輪中学校 松戸市立第六中学校 西郷村立西郷第二中学校 青梅市立第三中学校 射水市立新湊中学校 防府市立桑山中学校 流山市立北部中学校 福岡県立門司学園中学校 朝霞市立朝霞第三中学校                         | 審査員特別賞：射水市立新湊中学校/流山市立北部中学校 バンドジャーナル賞：大垣市立北中学校 ブレーン賞：浜松市立開成中学校 フォトライフ賞：射水市立小杉中学校 ヤマハ賞：山形市立第二中学校 フィナーレ賞：大阪市立喜連中学校 観客投票最多賞：関西創価中学校（前半の部）/朝霞市立朝霞第三中学校（後半の部）             |
| 27 2021 | 小学校部門  | 柏市立酒井根東小学校                | 木古内町立木古内小学校 五福風流街ウインズ 宮崎市立大淀小学校 北斗市立上磯小学校 出雲市立今市小学校 青梅市立第三小学校 習志野市立実花小学校 真岡キッズハーモニー 水戸市立三の丸小学校 水戸市立笠原小学校 矢巾町立煙山小学校 習志野市立東習志野小学校                                              | 審査員特別賞：木古内町立木古内小学校/出雲市立今市小学校 ブレーン賞：八戸市立長者小学校 フォトライフ賞：生駒市立俵口小学校 ヤマハ賞：天草市立本渡北小学校 フィナーレ賞：高根沢町立阿久津小学校 観客投票最多賞：柏市立酒井根東小学校（前半の部）/郡山市立芳山小学校（後半の部）                                      |
| 28 2022 | 高校B大編成 | 旭川明成高等学校                    | 東京都立片倉高等学校 尼崎市立尼崎双星高等学校 北海道旭川商業高等学校 千葉県立千葉商業高等学校 光ヶ丘女子高等学校 安城学園高等学校 浜松日体高等学校 甲子園学院中学校・高等学校 千葉県立幕張総合高等学校                                                                                           | 審査員特別賞：光ヶ丘女子高等学校/千葉県立幕張総合高等学校 ブレーン賞：古川学園高等学校 フォトライフ賞：出水中央高等学校 ヤマハ賞：千葉市立千葉高等学校 フィナーレ賞：川口市立高等学校 |
| 28 2022 | 高校A小編成 | 東海大学菅生高等学校                | 慶應義塾志木高等学校 秀明大学学校教師学部附属秀明八千代高等学校 聖徳大学附属取手聖徳女子高等学校 鶴岡東高等学校 浜松市立高等学校 関西創価高等学校 東京都立八王子桑志高等学校 松戸市立松戸高等学校 静岡県立沼津商業高等学校 横浜創学館高等学校                                                    | 審査員特別賞：慶應義塾志木高等学校/聖徳大学附属取手聖徳女子高等学校 バンドジャーナル賞：栃木県立佐野東高等学校 ブレーン賞：秋草学園高等学校 フォトライフ賞：新田高等学校 ヤマハ賞：日本航空高等学校 フィナーレ賞：片山学園中学校・高等学校                                                                         |
| 28 2022 | 中学B大編成 | 柏市立酒井根中学校                  | 川口市立芝中学校 豊中市立第十一中学校 朝霞市立朝霞第一中学校 横浜市立田奈中学校 松戸市立小金中学校 松戸市立第四中学校 浜松市立湖東中学校 横浜市立荏田南中学校 市川市立第三中学校 | 審査員特別賞：朝霞市立朝霞第一中学校/松戸市立第四中学校 ブレーン賞：浜松市立積志中学校 フォトライフ賞：出雲市立第三中学校 ヤマハ賞：小諸市立小諸東中学校 フィナーレ賞：松戸市立小金中学校 |
| 28 2022 | 中学A小編成 | 江戸川区立鹿本中学校                | 横浜市立蒔田中学校 流山市立南部中学校 松戸市立第三中学校 日立市立泉丘中学校 深川市立深川中学校 木古内町立木古内中学校 福生市立福生第二中学校 美瑛町立美瑛中学校 宇都宮市立泉が丘中学校 吹田市立豊津西中学校                                                                                      | 審査員特別賞：深川市立深川中学校/吹田市立豊津西中学校 バンドジャーナル賞：飯島町立飯島中学校 ブレーン賞：新潟市立坂井輪中学校 フォトライフ賞：名古屋市立汐路中学校 ヤマハ賞：ひたちなか市立大島中学校 フィナーレ賞：川本町立川本中学校                                                                             |
| 28 2022 | 小学校部門  | 五福風流街ウインズ                  | 生駒市立生駒台小学校 真岡キッズハーモニー 小諸市立野岸小学校 世田谷区立千歳小学校 武蔵野市立第一小学校 習志野市立実花小学校 柏市立柏第三小学校 青梅市立第三小学校 習志野市立東習志野小学校 | 審査員特別賞：生駒市立生駒台小学校/武蔵野市立第一小学校 ブレーン賞：北上市立黒沢尻北小学校 フォトライフ賞：札幌市立札苗緑小学校 ヤマハ賞：東海村立村松小学校 フィナーレ賞：関西創価小学校 |
| 29 2023 | 高校B大編成 | 千葉県立幕張総合高等学校            | 富山県立高岡商業高等学校 旭川実業高等学校 光ヶ丘女子高等学校 東京都立片倉高等学校 千葉県立幕張総合高等学校 柏市立柏高等学校 関東第一高等学校 花咲徳栄高等学校 大成女子高等学校 大阪桐蔭高等学校                                                                                                  | 審査員特別賞：柏市立柏高等学校/大阪桐蔭高等学校 ブレーン賞：常葉大学付属橘高等学校 フォトライフ賞：如水館高等学校 ヤマハ賞：霞ヶ浦高等学校 エムアイセブンジャパン賞：神奈川県立厚木高等学校 観客投票最多賞：比治山女子高等学校（前半の部）/大阪桐蔭高等学校（後半の部）                                            |
| 29 2023 | 高校A小編成 | 東海大学付属高輪台高等学校          | 北海道栄高等学校 おかやま山陽高等学校 鶴岡東高等学校 秀明大学学校教師学部附属秀明八千代高等学校 日本福祉大学付属高等学校 東海大学付属高輪台高等学校 日本航空高等学校 聖徳大学附属取手聖徳女子高等学校 東邦高等学校 昭和学院高等学校 神奈川県立厚木東高等学校 関西創価高等学校                    | 審査員特別賞：聖徳大学附属取手聖徳女子高等学校/昭和学院高等学校 バンドジャーナル賞：茨城県立下妻第一高等学校 ブレーン賞：神戸星城高等学校 フォトライフ賞：岐阜県立土岐商業高等学校 ヤマハ賞：片山学園中学校・高等学校 エムアイセブンジャパン賞：埼玉県立滑川総合高等学校                                           |
| 29 2023 | 中学B大編成 | 市川市立第三中学校                  | 羽村市立羽村第一中学校 千葉市立土気中学校 習志野市立第五中学校 市川市立第三中学校 西宮市立甲陵中学校 堺市立鳳中学校 相模原市立田名中学校 名古屋市立神丘中学校 横浜市立田奈中学校 松戸市立小金中学校                                                                                              | 審査員特別賞：千葉市立土気中学校/松戸市立小金中学校 ブレーン賞：青森市立新城中学校 フォトライフ賞：北斗市立上磯中学校 ヤマハ賞：浜松市立富塚中学校 エムアイセブンジャパン賞：草加市立草加中学校 観客最多投票賞：薩摩川内市立川内北中学校（前半の部）/西宮市立甲陵中学校（後半の部）                                |
| 29 2023 | 中学A小編成 | 松戸市立第四中学校                  | 遠軽町立南中学校 東金市立東金中学校 大阪市立梅香中学校 松戸市立小金南中学校 宝塚市立宝梅中学校 松戸市立第三中学校 香芝市立香芝中学校 旭川市立旭川中学校 松戸市立第四中学校 大阪市立喜連中学校 三郷市立早稲田中学校 会津若松市立第一中学校                                                        | 審査員特別賞：遠軽町立南中学校/旭川市立旭川中学校 バンドジャーナル賞：赤穂市立赤穂西中学校 ブレーン賞：那須塩原市立三島中学校 フォトライフ賞：会津若松市立一箕中学校 ヤマハ賞：鎌ケ谷市立第五中学校 エムアイセブンジャパン賞：野田市立第二中学校                                                                   |
| 29 2023 | 小学校部門  | 船橋市立西海神小学校                | 小諸市立野岸小学校 船橋市立葛飾小学校 武蔵野市立第三小学校 武蔵野市立第一小学校 習志野市立東習志野小学校 水戸市立三の丸小学校 船橋市立西海神小学校 さいたま市立大宮南小学校 船橋市立坪井小学校 習志野市立実花小学校                                                                              | 審査員特別賞：武蔵野市立第一小学校/習志野市立東習志野小学校 ブレーン賞：文京区立窪町小学校 フォトライフ賞：八重瀬町立東風平小学校 ヤマハ賞：八戸市・白銀南ピアチェーレジュニア吹奏楽団 エムアイセブンジャパン賞：池田市立呉服小学校                                                                                |
| 30 2024 | 高校B大編成 | 大阪桐蔭高等学校                    | 富山県立富山工業高等学校 千葉県立小金高等学校 北海道旭川商業高等学校 昭和学院高等学校 習志野市立習志野高等学校 光ヶ丘女子高等学校 柏市立柏高等学校 京都精華学園高等学校 鹿児島情報高等学校 京都両洋高等学校 安城学園高等学校 春日部共栄高等学校 大阪桐蔭高等学校                                 | 審査員特別賞：柏市立柏高等学校/春日部共栄高等学校 ブレーン賞：大成女子高等学校 フォトライフ賞：旭川実業高等学校 ヤマハ賞：千葉県立千葉商業高等学校 ジェネレックジャパン賞：千葉県立国府台高等学校 観客投票最多賞：光ヶ丘女子高等学校（前半の部）/石川県立金沢桜丘高等学校（後半の部）                              |